# Kumbum (klooster)
Kumbum (ook bekend onder Ta'er) is een Tibetaans boeddhistisch klooster op ongeveer 27 km ten zuidwesten van Xining, in de Chinese provincie Qinghai.
Kumbum staat in een smalle vallei in de regio Tsongkha in de vroegere Tibetaanse provincie Amdo. Op deze plek werd Tsongkhapa geboren in 1357, de oprichter van de boeddhistische gelugschool (Gele hoed). Het klooster werd twee eeuwen later gesticht in 1583. Bovengeschikt is de kloosteruniversiteit Drepung, dat aan de westkant van Lhasa ligt.
In de buurt van het klooster, boven op de top van een berg staan het kleinere klooster Karma Rolpey Dorje.

## Deboom van het grote nut

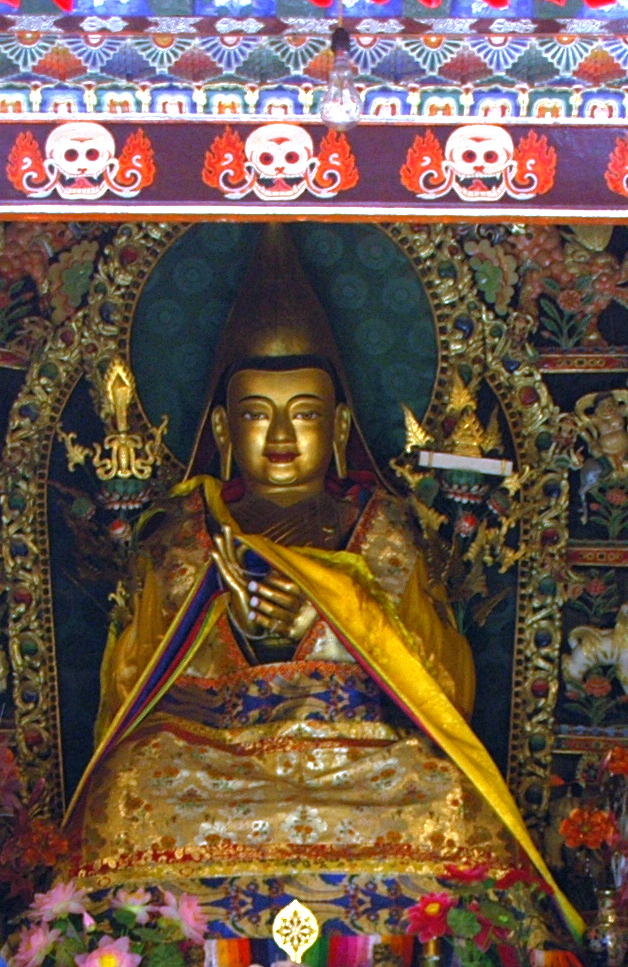
Tsongkhapa-beeld in Kumbum

Volgens een traditie, begroef Tsongkhapa's vader de nageboorte hier en vrij snel erna groeide er een sandelhouten boom op de plek. Er bestaan echter verschillende legendes over het ontstaan ervan. Een andere lezing vertelt erover dat druppels bloed van de navelstreng van Tsongkhapa op de grond waren gevallen.
De boom werd bekend als de boom van het grote nut. De bladeren en de schors staan in de legendes bekend om de impressies van Boeddha, de verschillende mystieke lettergrepen en de lekkere geur van de bloesems.
De tempel met van vier verdiepingen die om de boom heen gebouwd is, wordt ook wel Serdong of Gouden Boom genoemd en wordt als de heiligste plaats van Kumbum beschouwd.
Twee katholieke missionarissen, de abten Évariste Huc en Joseph Gabet, waren van 1844-1846 in Tibet toen de boom nog steeds leefde. Ze kenden de legende en wilden de boom afdoen als een fantastische legende. Huc beschreef het moment echter als: "We waren vervuld met volledige consternatie van verbazing, toen we op elk blad van de boom welgevormde Tibetaanse karakters aantroffen. Onze eerste indruk was een verdenking van fraude door de lama's, maar na een kort onderzoek van elk detail konden we geen enkel bedrog vinden." Een deel van de boom wordt in stand gehouden in de stoepa van de Grote Gouden Tempel op het terrein.

## Geschiedenis
In de jaren 1360 had de moeder van Tsongkhapa met hulp van de lokale bevolking een kleine tempel met stoepa op de plek van zijn geboorte opgericht.
In 1560 bouwde meditator Rinchen Tsondru Gyaltsen (Rin-chen brtson-'grus rgyal-mtshan) er een klein klooster met de naam Gonpalung, voor het gebruik van veelvuldige meditatie. Het klooster begon met zeven monniken en breidde iets later uit naar vijftien.
In 1576 nodigde de Altan Khan van de Tümed-stam van de Oirat-Mongolen de derde dalai lama Sönam Gyatso uit, het boeddhisme naar Mongolië te brengen. Nadat Altan Khan toetrad tot het boeddhisme, gaf hij hem de titel dalai lama. Dalai is de Mongoolse vertaling van het Tibetaanse woord gyatso dat oceaan betekent.

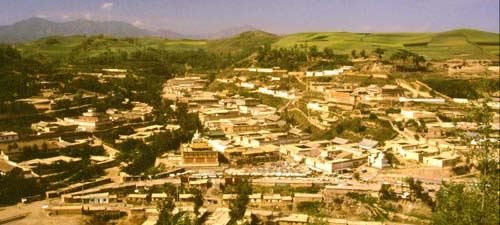
Kumbumklooster

Op zijn weg om Altan Khan te ontmoeten, stopte de derde dalai lama bij de heilige boom in het afgelegen retraiteoord en markeerde hij de plaats waar Tsongkhapa was geboren. Bij vroeg Rinchen Tsondru Gyaltsen een groter klooster te bouwen op deze plek en hij benoemde hem tot hoofdlama. Het bouw van het klooster werd afgerond in 1583. Net als in Lhasa werd er een jaarlijks Gebedfestival (sMon-lam) gehouden.
Het nieuwe klooster werd Kumbum Jampa-ling genoemd. Kumbum betekent honderdduizend verlichte lichamen van de Boeddha genoemd, naar de vertelling van de beelden van Boeddha op de bladeren van de boom. Jampa-ling betekent Maitreyaklooster. Dit verwijst naar de Maitreyatempel die Rinchen Tsondru Gyaltsen aan de rechterkant van de boom had gebouwd.
De eerste troonhouder van Kumbum was Duldzin Öser Gyatso ('Dul-'dzin 'Od-zer rgya-mtsho), geboren in 1557. In 1603 kwam de vierde dalai lama, Yönten Gyatso (1589-1616), in Kumbum in zijn reis vanuit zijn geboorteland Mongolië naar centraal Tibet. Hij kondigde een studieafdeling af die gebouwd moest worden door Duldzin Öser Gyatso die er ook aan het hoofd van zou staan. Op het Mönlam Gebedsfestival van 1612 besteeg hij voor het eerst de troon en opende de debatschool Pelden Shaydrubling Dratsang (dPal-ldan bShad-grub gling Grva-tshang).
In het midden van de 20e eeuw waren er dertig tempels in Kumbum en rond de duizend huizen. Aan het hoofd van het klooster stond jarenlang Thubten Jigme Norbu, de broer van de veertiende dalai lama Tenzin Gyatso.

## Scholing

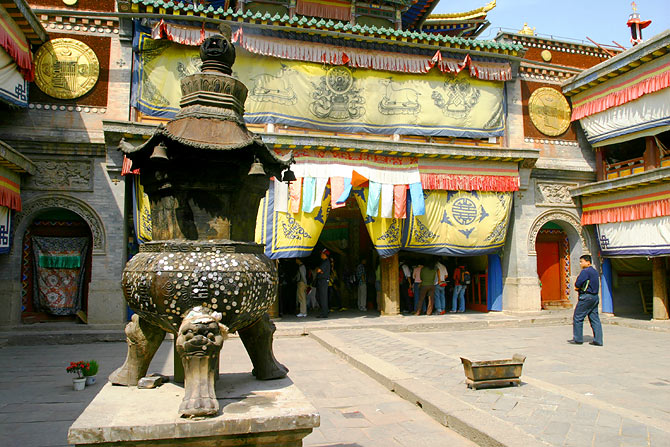
Kumbumklooster

Kumbum is met vier colleges/faculteiten (dratsangs) een kloosteruniversiteit, waarvan Tibet er meerdere heeft. De meeste afdelingen gebruiken de tekstboeken van Jetsünpa Chökyi Gyaltsen (1469-1544), net als dat bij Ganden en Sera het geval is. Enkele afdelingen gebruiken de tekstboeken van Kunkyen Jamyang-zhaypa Ngawang-tsondru (1648-1722), die ook in Drepung en Labrang worden gebruikt. Het geshegraden (Geshe Rabjampa en Geshe Shayrampa) worden elk jaar uitgereikt tijdens de Mönlam Gebedsfestivallen.
Gyüpa Dratsang, het tantrisch college (Sangngag Dechenling Datsang) werd opgericht door Chojey Legpa Gyatso in 1649. Het lespakket volgt de lijn van het Lager Tantrisch College Gyumay van Lhasa. Na de studie van de belangrijkste teksten en commentaren van de Guhyasamaja, Chakrasamvara (bDe-mchog) en Vajrabhairava, ontvangen monniken de graad van Geshe Ngagrampa.
In 1711, bouwde Chuzang Lozang Tenpay Gyaltsen een nieuw tantrisch college met de naam Ngagpa Dratsang. In 1723, verwoestten de legers van de Mantsjoes vier grote kloosters in de Kokonorregio, huidig Qinghai (Kumbum, Gonlung, Serkog en Chuzang), en vluchtten veel monniken. Kort erna vroeg de Mantsjoe-commandant de 21e troonhouder van Kumbum de nieuwe Ngagpa Dratsang om te bouwen naar een medisch college. Aan het college werden verschillende landelijk bekende genezers aangesteld en het werd geopend in 1725. Tijdens de 22e troonhouder werd het afgescheiden college.
Het vierde college van Kumbum is het Kalachakra College, Dükhor Dratsang of Dukor Dratsang Rigden Losel-ling. Het werd opgericht in 1820 door Ngawang-shaydrub-tenpay-nyima. Monniken op dit college studeerden ook Tibetaanse astrologie en ontvingen de graad Tsirampa bij de voltooiing van de studie.

## Huidige situatie

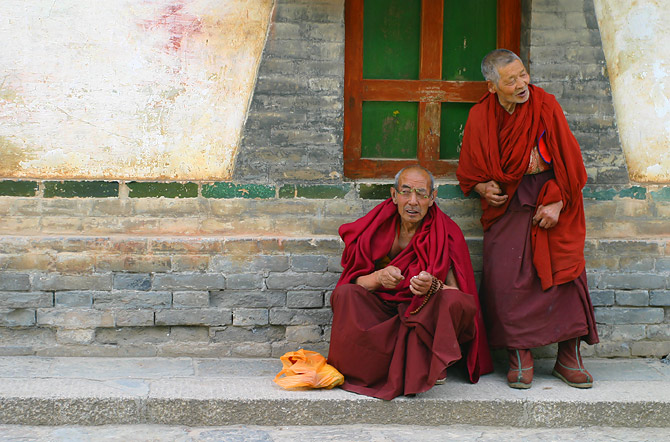
Monniken in Kumbum

Voor 1958 waren er 3600 monniken in Kumbum. Anno jaren 00 zijn dat er nog 400, vanwege het beleid dat de Volksrepubliek China sinds 1959 voerde. Deze 400 studenten studeerden 300 studenten aan het debatcollege en zijn de overige monnikstudenten verdeeld over de andere drie colleges.
Traditioneel zijn de meeste studenten Tibetanen uit Amdo. Net als Labrang zijn de overige studenten Buiten-Mongolen, Binnen-Mongolen, Kokonor-Mongolen en Gele Joegoeren uit Gansu.

## Pelgrimage en toerisme
Kumbum is nu een belangrijke bestemming voor pelgrims in Tibet. Arjia Rinpoche is de abt van het klooster. In het klooster bevinden zich vele stukken Tibetaanse kunst en cultuurobjecten, inclusief standbeelden, beeldhouwwerk en religieus handwerk.
Het klooster is een pelgrimsoord voor boeren en schaapherders en andere Tibetanen. Het entreekaartje is anno 2009 acht euro en evenveel als een lokaal maandsalaris. Op de weg naar het klooster bevinden zich toeristenwinkeltjes.
In het klooster staan anno 2009 tientallen gebedsmolens en de naar vette rook stinkende altaren. Bijna alle teksten zijn in het Chinees geschreven. Binnen hangen een foto van de negende dalai lama Lungtog Gyatso en van Gyancain Norbu, de door de Chinese autoriteiten aangewezen elfde pänchen lama.